# نيكولاي كوزنيتسوف (دراج)
نيكولاي كوزنيتسوف (بالروسية: Кузнецов, Николай Александрович) مواليد 20 يوليو 1973 في الاتحاد السوفيتي، هو دراج روسي سابق في صنف سباق الدراجات على المضمار. سبق أن شارك في دورة الألعاب الأولمبية الصيفية وفاز بميدالية أولمبية.

## الميداليات
| الميدالية | المسابقة                       |
| --------- | ------------------------------ |
| فضية      | الألعاب الأولمبية الصيفية 1996 |

## روابط خارجية
- نيكولاي كوزنيتسوف على موقع أرشيف الدراجات (الإنجليزية)
- نيكولاي كوزنيتسوف على موقع إحصائيات الدراجات الإحترافية (الإنجليزية)
- نيكولاي كوزنيتسوف على موقع أوليمبيديا (الإنجليزية)